# Slovenske željeznice
Slovenske željeznice (slovenski Slovenske železnice; puni naziv Holding Slovenske železnice d. o. o.; kratica SŽ) trgovačko je društvo koje je monopolski pružatelj željezničkih usluga na području Slovenije. Nastale su raspadom SFR Jugoslavije od ljubljanske podružnice Jugoslavenskih željeznica (ŽG Ljubljana) 1991. godine.
Od 10. lipnja 1992. SŽ su članica Međunarodne željezničke unije (UIC).
Slovenija ima 1.228,7 kilometara željezničke pruge (330,4 km je dvokolosječno). 503,5 km pruge je elektrificirano.

## Vanjske poveznice
- Službene stranice SŽ  Arhivirana inačica izvorne stranice od 25. svibnja 2020. (Wayback Machine)